# Babesia bovis
Babesia bovis – protist należy do królestwa protista, rodziny babeszje wywołuje u bydła chorobę – babeszjozę zwaną hemoglobinurią bydła. Długość 2,4 µm. Szerokość 1,5 µm.
Kształtu owalnego lub gruszkowatego.